# John Barrymore
John Sidney Blyth Barrymore (Filadélfia, 14 de fevereiro de 1882 — Los Angeles, 29 de maio de 1942) foi um ator americano. Inicialmente ganhou fama como ator teatral em comédias ligeiras, depois em papéis dramáticos, acabando por tornar-se grande intérprete de personagens shakespearianos (Ricardo III, 1920 e Hamlet, 1922). Seu sucesso continuou no cinema, em filmes de gêneros variados tanto na era do cinema mudo como na do falado. A vida pessoal de Barrymore foi alvo de muitos textos, antes e mesmo depois de seu falecimento em 1942.
Foi muito popular na década de 1920, chamado de "O Grande Perfil". Hoje é lembrado por seus papéis em filmes como Dr. Jekyll and Mr. Hyde (1920), Don Juan (1926), Grande Hotel (1932) e Jantar às Oito (1933).
Membro de uma dinastia de múltiplas gerações no teatro, é irmão dos também atores Lionel Barrymore e Ethel Barrymore e avô da atriz Drew Barrymore.

## Primeiros anos
Barrymore nasceu na na casa de sua avó materna na Filadélfia. Seus pais foram Maurice Barrymore e Georgie Drew Barrymore. Sua avó materna foi Louisa Lane Drew (aka Mrs Drew), uma atriz e gerente teatral proeminente e respeitada do século XIX, que incutiu nele e em seus irmãos os principios da atuação e da vida teatral.
Barrymore lembrava-se com prazer do verão de 1896, época de sua juventude, passado na propriedade de seu pai, em Long Island. Ele e seu irmão Lionel viveram uma existência semelhante à de Robinson Crusoe, assistidos por um criado negro chamado Edward. John foi expulso da Escola Preparatória de Georgetown, em 1898, após ter sido visto entrando em um bordel.
Barrymore estudou para ser artista e trabalhou em jornais de Nova York antes de decidir-se a entrar para o ramo de atividade
da família, como ator. Ele faz sua estréia teatral em 1903; aparece nos palcos londrinos dois anos depois.
Ainda adolescente, cortejou a corista Evelyn Nesbit de 1901 a 1902. Por anos correram rumores que Nesbit havia engravidado e que Barrymore havia providenciado um aborto, disfarçado como uma operação de apendicite. Muitos anos depois, outro amante de Nesbit, o famoso arquiteto Stanford White, foi morto pelo marido desta, o milionário de Pittsburgh Harry K. Thaw. Barrymore foi chamado como testemunha de defesa no julgamento de Thaw, na esperança de provar que Evelyn Nesbit possuía um histórico de "imoralidade". Tanto Nesbit quanto Barrymore negaram o episódio do aborto sob juramento.
Barrymore estava hospedado no Hotel St. Francis, em San Francisco quando ocorreu o famoso grande sismo de 1906. Ele estrelava uma produção de "O Ditador" e tinha agendado uma turnê para a Austrália com a peça. Com o fracasso de seus planos, recolheu-se, passando os próximos dias a beber na casa de um amigo na Van Ness Avenue. Durante essa temporada de bebedeiras, ele arquitetou um plano para explorar o sismo em seu próprio benefício. Ele decide apresentar-se como reporter "no local da tragédia", maquiando todos os eventos que ele virtualmente alegava ter presenciado. Vinte anos depois, Barrymore finalmente confessou o embuste, porém o ator era tão famoso a essa altura que o mundo simplesmente sorriu indulgentemente a essa confissão.
Barrymore foi também grande amigo e companheiro de bebedeiras da lenda do baseball Mike Donlin. Donlin apareceu em dois dos filmes mudos de Barrymore, "Raffles The Amateur Cracksman" (1917) e "The Sea Beast" (1926).

## Início da carreira teatral e cinematográfica
Barrymore entregou algumas das mais aclamadas performances da história do Teatro e do Cinema e foi amplamente visto como o maior intérprete da tela durante uma carreira cinematográfica de vinte e cinco anos como astro de mais de 60 filmes.
Barrymore especializou-se na comédia ligeira até ser convencido por seu amigo, o escritor teatral Edward Sheldon, a tentar dramas sérios. Depois disso, Barrymore causou sensação em "Justice" (1916), de John Galsworthy, co-estrelada por Cathleen Nesbitt. Seria Cathleen Nesbitt quem o apresentaria a Blanche Oelrichs. A este triunfo seguiram-se diversos sucessos em palcos da Broadway: "Peter Ibbetson" (1917) (em papel que seu pai Maurice desejava interpretar), "Redenção" (1918) de Leon Tolstoi e "The Jest" (1919), co-estrelada por seu irmão Lionel Barrymore, alcançando o que parece ter sido seu zenite na carreira teatral com "Ricardo III", em 1920. Barrymore sofre um aparente fracasso em sua carreira teatral com a peça "Clair de Lune" (1921), escrita por sua mulher Michael Strange, mas depois apresenta seu maior sucesso no teatro com "Hamlet" (1922), que interpreta na Broadway durante 101 apresentações, seguindo a seguir para Londres, em 1925.
Barrymore começou no Cinema por volta de 1913, com o longa-metragem "An American Citizen". Ele (ou alguém usando o nome Jack Barrymore) é creditado em quatro curta-metragens realizados entre 1912 e 1913 porém nunca foi provado que o intérprete fosse John Barrymore. Barrymore foi provavelmente convencido a dar uma chance aos filmes por necessidade econômica e pelo fato de detestar viajar com uma peça por todos os Estados Unidos. Ele provavelmente atuou em um par de filmes durante os meses de entressafra teatral ou durante uma parte do dia, atuando em peças teatrais na outra parte. Ele também pode ter sido convencido a entrar para o mundo do Cinema por seu irmão Lionel e seu tio Sidney, ambos fazendo filmes com sucesso há alguns anos. Os papéis de Barrymore durante sua fase no cinema mudo incluem os de "A. J. Raffles" em "Raffles The Amateur Cracksman" (1917), "Dr. Jekyll and Mr. Hyde" (1920), "Sherlock Holmes" (1922), "Beau Brummel" (1924), "Capitão Ahab" em "The Sea Beast" (1926), e "Don Juan]]" (1926). Com a chegada do cinema falado, sua voz, treinada para o Teatro, acrescenta uma nova dimensão aos seus trabalhos para as telas. Ele faz sua estréia falada com a leitura dramática do grande discurso de Ricardo III da peça "Henrique IV, Parte 2" na revista musical da Warner Brothers "The Show os Shows" e reprisa seu papel de Capitão Ahab no filme "Moby Dick" de 1930. Seus outros papéis principais incluem "The Man from Blankley's" (1930), "Svengali" (1931), "The Mad Genius" (1931), "Grande Hotel" (1932) (filme ganhador do Oscar e onde John demonstra uma afetuosa química com seu irmão Lionel, que também atua no filme), "Jantar às Oito" (1933), "Topaze" (1933) e Twentieth Century" (1934). John Barry more contracenou com algumas das maiores estrelas do Cinema, incluindo Greta Garbo, Katharine Hepburn, Jean Harlow,  Joan Crawford e Carole Lombard. Em 1933, Barrymore aparece como um advogado judeu em "Counsellor at Law", baseado na peça de Elmer Rice.

## Fim de carreira
John Barrymore desmaia em seu barco, "The Mariner", em 1929, ao largo da costa do México, quando em lua-de-mel com sua mulher Dolores, requerendo cuidados médicos. Muitos dos seus problemas de saúde ocorridos após este fato advem do consumo de bebidas nocivas e mesmo venenosas durante o período da Lei Seca nos Estados Unidos. Ao final dos anos 1930, Barrymore começa a ter problemas para memorizar suas falas e a redução de suas habilidades ficam visíveis em um teste para as telas feito para uma versão abortada de "Hamlet" (1934). A partir de então, Barrymore insiste em interpretar seus papéis com o uso de cartazes com o texto. Ele executa sua última façanha heróica ao interpretar um Mercúcio envelhecido no filme da MGM "Romeu e Julieta" de 1936. Ele continua a dar credibilidade a seus papeís em filmes menores como, por exemplo, interpretando o Inspetor Nielson em diversos filmes de mistério produzidos pela Paramount Pictures. Depois disso, seu papéis remanescentes são claras caricaturas de si mesmo, como em "The Great Profile" e "World Premiere". Em 1937, Barrymore visita a Índia, terra-natal de seu pai. Em sua vida privada, durante seus últimos anos, John casa-se com sua quarta e última esposa, Elaine Barrie, uma união que se torna desastrosa. Seu irmão Lionel ajuda-o a encontrar um pequeno local próximo a sua casa, convence-o a ficar distante de casamentos impetuosos, que normalmente acabavam em divórcio, e põe freios a suas antigas rendas.

## Morte
John Barrymore sofre um desmaio em plena apresentação no programa de rádio de Rudy Vallee e morre alguns dias depois, num quarto de hospital. Suas últimas palavras foram "Morrer? Devo dizer que não, caro amigo. Nenhum Barrymore permitiria que semelhante fato convencional acontecesse a ele". Gene Fowler atribui diferentes "últimas palavras" a Barrymore em sua biografia "Good Night, Sweet Prince"; segundo ele, John Barrymore balbucia, como se quisesse dizer algo a seu irmão Lionel; Lionel pede para que John repita o que disse e ele simplesmente retruca: "Você me ouviu, Mike" ("You heard me, Mike").
De acordo com as Memórias do ator Errol Flynn, o diretor de Cinema Raoul Walsh "tomou emprestado" o corpo de Barrymore, antes do funeral, e instalou o cadáver em uma cadeira, para que um bêbado Flynn o descobrisse, ao voltar do "The Cock and Bull Bar" para casa. O fato foi recriado no filme "W.C. Fields and Me". O próprio Walsh conta essa história no documetário de Richard Schickel, "The Men Who Made the Movies", de 1973. No entanto, o grande amigo de Barrymore Gene Fowler nega o episódio, afirmando que ele e seu filho permaneceram em vigília ao corpo desde a funerária até seu funeral e posterior enterro 
Drew Barrymore revelou em 2020, que o cadáver do seu avô foi roubado da morgue para "uma última festa". A atriz explicou que o corpo foi levado por amigos de John Barrymore, de forma a que todos estivessem presentes num último jogo de poker. Os responsáveis foram Errol Flynn, Sadakichi Hartmann e WC Field.
John Barrymore foi enterrado em Los Angeles, no Calvary Cemetery, em 2 de Junho. Entre aqueles que carregaram seu caixão estavam Gene Fowler, John Decker, W.C. Fields, Herbert Marshall, Eddie Mannix, Louis B. Mayer e David O. Selznick. Anos depois, seu corpo foi transladado pelo filho, John, para o Philadelphia's Mount Vernon Cemetery.

## Legado
Por sua contribuição para a indústria cinematográfica, John Barrymore possui uma estrela no Hollywood Walk of Fame à altura do nº 6667 do Hollywood Boulevard.
Barrymore foi amigo e contemporâneo (além de companheiro de bebedeiras) de seu colega de Filadélfia W. C. Fields. No filme de 1976 "W.C. Fields and Me", Barrymore foi interpretado por Jack Cassidy. Cassidy, como Errol Flynn e Douglas Fairbanks Jr. idolatravam Barrymore. Barrymore foi também interpretado por Christopher Plummer no show solo "Barrymore" e por Errol Flynn no filme de 1958 "Too Much, Too Soon"

## Casamentos
1. Katherine Corri Harris (1890–1927), atriz que estrelou em 1918 o filme "The House of Mirth", em 1º de Setembro de 1910 (divórcio: 1917).
2. Blanche Marie Louise Oelrichs (1890–1950), também chamada "Michael Strange," em 5 de Agosto de 1920 (divórcio: 1925). Tiveram uma filha:
  - Diana Blanche Barrymore (1921–1960), morta aos 38 anos por overdose de álcool e pílulas para dormir. Uma versão semi-autobiográfica de sua vida foi contada no filme "Too Much, Too Soon", com Errol Flynn no papel de John Barrymore
3. Dolores Costello (1903–1979), atriz e modelo mais conhecida pelos filmes "Little Lord Fauntleroy" (1936) & "The Magnificent Ambersons" (1941); casaram-se em 24 de Novembro de 1928 e divorciaram-se em 1935. Tiveram dois filhos:
  - Dolores Ethel Mae Barrymore (nascida em 1930)
  - John Drew Barrymore (1932–2004) (pai da atriz Drew Barrymore)
4. Elaine Barrie (nascida Elaine Jacobs), (1916–2003), uma atriz; casados em 9 de Novembro de 1936 e divorciados em 1940

## Aparições no palco
- A Man of the World (1900) (Cincinnati)
- Captain Jinks of the Horse Marines (1901) (Philadelphia)
- Madga (1903) (Chicago)
- Leah the Foresaken (1903)
- Glad of It (28 de Dezembro de 1903 - Janeiro de 1904) (Broadway)
- The Dictator (4 de Abril - 30 de Maio de 1904; 24 de Agosto - Setembro de 1904) (Broadway e San Francisco)
- Yvette (1904) (espetáculo beneficente para o Fundo de Atores)
- Pantaloon / Alice Sit-by-the-Fire (25 de Dezembro de 1905 - Março de 1906) (Broadway)
- Sunday (1905) (turnê nacional)
- His Excellency the Governor (Revival) (4 de Abril - Maio de 1907) (Broadway)
- The Boys of Company B (8 de Abril - Julho de 1907) (substituído por Arnold Daly) (Broadway)
- Toddles (16 de Março - Abril de 1908) (Broadway)
- The Candy Shop (1908)
- A Stubborn Cinderella (25 de Janeiro - 10 de Abril de 1909) (Broadway)
- The Fortune Hunter (4 de Setembro de 1909 - Julho de 1910) (Broadway e turnê nacional)
- Uncle Sam (30 de Outubro - Dezembro de 1911) (Broadway)
- Princess Zim-Zim (1911) (turnê nacional)
- A Slice of Life (29 de Janeiro - Março de 1912 (Broadway e turnê nacional)
- Half a Husband/On the Quiet/The Honor of the Family/The Man from Home (1912) (repertório de verão; Rochester, New York e Los Angeles)
- The Affairs of Anatol (Revival) (14 de Outubro - Dezembro de 1912) (Broadway e turnê nacional)
- A Thief for a Night (1913) (Chicago)
- Believe Me Xantippe (19 de Agosto - Outubro de 1913) (Broadway)
- The Yellow Ticket (20 de Janeiro - Junho de 1914) (Broadway)
- Kick In (15 de Outubro de 1914 - Março de 1915) (Broadway)
- Justice (3 de Abril - Julho de 1916) (Broadway)
- Peter Ibbetson (17 de Abril - Junho de 1917) (Broadway)
- Redemption (3 de Outubro de 1918 - Março de 1919) (Broadway)
- The Jest (9 de Abril - 14 de Junho de 1919; 19 de Setembro de 1919 - 28 de Fevereiro de 1920) (Broadway)
- Richard III (Revival) (6 de Março - Abril de 1920) (Broadway e Londres)
- Clair de Lune (18 de Abril - Junho de 1921) (Broadway)
- Hamlet (Revival) (16 de Novembro de 1922 - Fevereiro de 1923; 26 de Novembro - Dezembro de1923; 1925) (Broadway, turnê nacional e Londres)
- My Dear Children (1939; 31 de Janeiro - 18 de Maio de 1940) (Broadway)

## Filmografia
| Ano  | Filme                          | Papel                                   |
| ---- | ------------------------------ | --------------------------------------- |
| 1914 | An American Citizen            | Beresford Kruger                        |
| 1914 | The Man from Mexico            | Fitzhugh                                |
| 1915 | Are You a Mason?               | Frank Perry                             |
| 1915 | The Dictator                   | Brooke Travers                          |
| 1915 | The Incorrigible Dukane        | James Dukane                            |
| 1916 | Nearly a King                  | Jack Merriwell, Prince of Bulwana       |
| 1916 | The Lost Bridegroom            | Bertie Joyce                            |
| 1916 | The Red Widow                  | Cicero Hannibal Butts                   |
| 1917 | Raffles, the Amateur Cracksman | A.J. Raffles                            |
| 1917 | National Red Cross Pageant     | The Tyrant (Russian episode)            |
| 1918 | On the Quiet                   | Robert Ridgeway                         |
| 1919 | Here Comes the Bride           | Frederick Tile                          |
| 1919 | The Test of Honor              | Martin Wingrave                         |
| 1920 | Dr. Jekyll and Mr. Hyde        | Dr. Henry Jekyll / Mr. Edward Hyde      |
| 1921 | The Lotus Eater                | Jacques Leroi                           |
| 1922 | Sherlock Holmes                | Sherlock Holmes                         |
| 1924 | Beau Brummel                   | Gordon Bryon "Beau" Brummel             |
| 1926 | The Sea Beast                  | Captain Ahab Ceeley                     |
| 1926 | Don Juan                       | Don Jose de Marana / Don Juan de Marana |
| 1927 | When a Man Loves               | Chevalier Fabien des Grieux             |
| 1927 | The Beloved Rogue              | François Villon                         |
| 1928 | Tempest                        | Sgt. Ivan Markov                        |
| 1929 | Eternal Love                   | Marcus Paltran                          |
| 1929 | The Show of Shows              | Richard III in Henry VI Part III        |
| 1930 | General Crack                  | Duke of Kurland / Prince Christian      |
| 1930 | The Man from Blankley's        | Lord Strathpeffer                       |
| 1930 | Moby Dick                      | Captain Ahab Ceely                      |
| 1931 | Svengali                       | Svengali                                |
| 1931 | The Mad Genius                 | Vladimar Ivan Tsarakov                  |
| 1932 | Arsène Lupin                   | Arsène Lupin                            |
| 1932 | Grand Hotel                    | The Baron                               |
| 1932 | State's Attorney               | Tom Cardigan                            |
| 1932 | A Bill of Divorcement          | Hilary Fairfield                        |
| 1932 | Rasputin and the Empress       | Prince Paul Chegodieff                  |
| 1933 | Topaze                         | Prof. Auguste A. Topaze                 |
| 1933 | Reunion in Vienna              | Archduke Rudolf von Habsburg            |
| 1933 | Dinner at Eight                | Larry Renault                           |
| 1933 | Night Flight                   | Riviere                                 |
| 1933 | Counsellor at Law              | George Simon                            |
| 1934 | Long Lost Father               | Carl Bellairs                           |
| 1934 | Twentieth Century              | Oscar Jaffe                             |
| 1936 | Romeo and Juliet               | Mercutio                                |
| 1937 | Maytime                        | Nicolai Nazaroff                        |
| 1937 | Bulldog Drummond Comes Back    | Colonel Neilson                         |
| 1937 | Night Club Scandal             | Dr. Ernest Tindal                       |
| 1937 | Bulldog Drummond's Revenge     | Col. J.A. Nielson                       |
| 1937 | True Confession                | Charles "Charley" Jasper                |
| 1938 | Bulldog Drummond's Peril       | Col. Neilson                            |
| 1938 | Romance in the Dark            | Zoltan Jason                            |
| 1938 | Marie Antoinette               | King Louis XV                           |
| 1938 | Spawn of the North             | Windy Turlon                            |
| 1938 | Hold That Co-ed                | Governor Gabby Harrigan                 |
| 1939 | The Great Man Votes            | Gregory Vance                           |
| 1939 | Midnight                       | Georges Flammarion                      |
| 1940 | The Great Profile              | Evans Garrick                           |
| 1940 | The Invisible Woman            | Professor Gibbs                         |
| 1941 | World Premiere                 | Duncan DeGrasse                         |
| 1941 | Playmates                      | John Barrymore                          |